# Elektrolit niebinarny
Elektrolit niebinarny – elektrolit, którego cząsteczka poprzez proces dysocjacji rozpada się na dwa lub więcej kationów i dwa lub więcej anionów. To znaczy, że jeden mol tego elektrolitu dysocjuje na dwa lub więcej kationów i dwa lub więcej anionów np.:
{\displaystyle Al_{2}(SO_{4})_{3}\leftrightarrow 2Al^{3+}+3SO_{4}^{2-}}
{\displaystyle Mg_{3}(PO_{4})_{2}\leftrightarrow 3Mg^{2+}+2PO_{4}^{3-}}